# Serie A 1979/80
De Serie A 1979/80 was het 77ste voetbalkampioenschap (scudetto) in Italië en het 49ste seizoen van de Serie A. Internazionale werd kampioen.

## Eindstand
|     | Team            | Ptn   | Wed | W  | G  | V  | DV | DT | Opmerking |
| --- | --------------- | ----- | --- | -- | -- | -- | -- | -- | --------- |
| 1.  | Internazionale  | 41    | 30  | 14 | 13 | 3  | 44 | 25 | EC I      |
| 2.  | Juventus FC     | 38    | 30  | 16 | 6  | 8  | 42 | 25 | UEFA Cup  |
| 3.  | AC Milan        | 36 1. | 30  | 14 | 8  | 8  | 34 | 19 | Serie B   |
| 4.  | Torino Calcio   | 35    | 30  | 11 | 13 | 6  | 26 | 15 | UEFA Cup  |
| 5.  | Ascoli          | 34    | 30  | 11 | 12 | 7  | 35 | 28 |           |
| 6.  | AC Fiorentina   | 33    | 30  | 11 | 11 | 8  | 33 | 27 |           |
| 7.  | AS Roma         | 32    | 30  | 10 | 12 | 8  | 34 | 35 | EC II     |
| 8.  | Bologna         | 30    | 30  | 8  | 14 | 8  | 23 | 24 |           |
| 8.  | Cagliari Calcio | 30    | 30  | 8  | 14 | 8  | 27 | 29 |           |
| 8.  | AC Perugia      | 30    | 30  | 9  | 12 | 9  | 27 | 32 |           |
| 11. | SSC Napoli      | 28    | 30  | 7  | 14 | 9  | 20 | 20 |           |
| 12. | US Avellino     | 27    | 30  | 7  | 13 | 10 | 24 | 32 |           |
| 13. | Lazio Roma      | 25 1. | 30  | 5  | 15 | 10 | 21 | 25 | Serie B   |
| 14. | US Catanzaro    | 24    | 30  | 5  | 14 | 11 | 20 | 34 |           |
| 15. | Udinese Calcio  | 21    | 30  | 3  | 15 | 12 | 24 | 38 |           |
| 16. | Pescara Calcio  | 16    | 30  | 4  | 8  | 18 | 18 | 44 | Serie B   |

1.AC Milan en Lazio Roma werden wegens een omkoopschandaal naar de Serie B gezet.

## Statistieken

### Scheidsrechters
| Naam            | Geboren    | Debuut     | Duels | Kreeg geel | Kreeg voor de tweede keer geel en dus rood | Weggestuurd | Pen. |
| --------------- | ---------- | ---------- | ----- | ---------- | ------------------------------------------ | ----------- | ---- |
| Enzo Barbaresco | 24.04.1937 | 03.12.1967 | 13    | ?          | ?                                          | ?           | 4    |